# 특별손해
특별손해는 그 상황에서 특별한 사유로 인해 발생한 확대손해로 민법상 당연히 예상되는 손해인 통상손해와 구별된다.

## 사례
갑이 을을 말다툼 중 밀쳐서 을이 병원에 입원하였다. 을은 불법행위에 대한 손해배상청구를 하면서 을이 평소에 앓고 있던 과민성 대장염이 악화되었다는 이유로 고급보약값을 청구하였다. 이는 특별손해에 해당하여 갑이 이를 인지한 경우, 즉 악의를 제외하면 갑은 일반적으로 책임지지 않는다.

## 영미법
영미법상에서는 Hadley v. Baxendale판결 (1854)에서 확립된 ‘합리적 예견가능성(reasonable foreseeability)’ 기준으로 민사상 특별손해범위를 정한다.

## 판례
- 대법원은 은행이 펀드를 판매할 때 정기예금같이 위험이 작은 상품인 것처럼 설명하여 안정적인 상품(정기예금)에 투자하였을 때 얻었을 이자에 상당하는 기대수익을 상실하는 것은 특별손해라고 판시하였다.[3]
- 상가를 분양받은 원고가 입은 상가 건물의 담보가치 하락이나 주변 시세하락은 특별한 사정으로 인한 손해라고 보더라도 상가 분양사측은 그러한 사정에 대한 예견가능성이 있었다.[4]
- 증권회사의 전산장애로 인하여 실제 매수사실이 없는데 단순히 매수하지 못한 주식의 가격이 유리하게 됐다고 하는 등 기회비용은 특별손해로 증권회사의 배상책임이 없다.[5]
- 매수인의 공산생산라인의 중지로 인한 손해를 특별손해로 운송인으로서는 예견불가한 손해로 보아 운송인에게 손해배상책임을 지우지 않았다.[6]
- 서울민사지법 합의12부는 한국의 출판사들의 토플 기출문제를 무단복제하여 토플주관사가 시험을 다시 치르게 됨에 따라 들게 된 추가비용부분은 저작권 침해에 따른 `특별손해'로 인정할 수 없다고 판시하였다.[7]
- 불법행위로 인하여 건물이 훼손된 경우, 건설물가의 등귀로 증대된 수리비는 특별사정에 의한 손해라고 할 것이어서 그 예견가능성이 있었던 경우에 한하여 배상책임이 있다[8]

## 같이 보기
- 손해배상
- 통상손해
- 예견가능성

## 참고 문헌
- 뉴스한국 오피니언 2013-07-19 조우성 변호사의 ‘을’을 위한 행진곡- 계약서상 손해배상 조항에 대해 알아 두어야 할 5가지 보관됨 2013-08-18 - 웨이백 머신
- 장경학 사용자책임과 특별손해의 배상, 판례월보 190('86.7) 판례월보사, 1986년.
- 윤진수, 채무불이행으로 인한 특별손해, 동시이행의 항변권과 권리남용 - 대법원 1992.4.28 선고 91다 29972 판결, 사법행정, Vol.33 No.7, 한국사법행정학회, p, 86-93, 1992.